# Teburoro Tito
Teburoro Tito (également écrit Tiito — se prononce [si:to]), né le 25 août 1952 dans le village de Tanaeang à Tabiteuea-Nord dans la colonie britannique des Îles Gilbert et Ellice,, est un homme politique et diplomate kiribatien, président des Kiribati de 1994 à 2003.

## Biographie
Fils de Tito Teburoro (à Kiribati, généralement on prend comme nom de famille le prénom du père) qui était représentant de Tabiteuea-Nord à l'Assemblée territoriale à l'époque coloniale, Teburoro Tito effectue ses études secondaires dans une école locale, puis étudie à l'université du Pacifique sud, dont il obtient en 1977 une licence puis en 1979 un certificat d'aptitude en enseignement. Dans les années 1980, il travaille comme haut fonctionnaire dans ce domaine pour les autorités kiribatiennes.
Il est élu député de Tarawa-Sud au Maneaba ni Maungatabu (l'assemblée législative nationale) une première fois en mars 1987, sous l'étiquette du Parti chrétien-démocrate, dont il est le secrétaire-général. Il se présente à l'élection présidentielle du mois de mai, et est battu par le président sortant Ieremia Tabai. Il siège comme chef de l'opposition parlementaire de 1987 à 1990, puis se met temporairement en retrait.
Il est élu président de la République en octobre 1994, en battant son prédécesseur Teatao Teannaki. C'est son gouvernement qui prend la décision en 1995 de faire déplacer la Ligne de changement de date, pour que l'ensemble du pays soit à la même date. Réélu en novembre 1998 face au docteur Harry Tong, frère d'Anote Tong qui deviendra chef de l'État en 2003, il obtient 52,3 % des voix contre 45,8 % à son adversaire. Reconduit pour un troisième mandat le 26 février 2003, au second tour (après un report des élections qui auraient dû se dérouler le 6 janvier) avec 14 445 voix, 850 de plus que le 2e candidat, Taberannang Timeon, mais après avoir perdu 14 députés de son parti aux élections législatives (dont 7 ministres). Un mois plus tard, il est renversé par une motion de défiance du Parlement. L'opacité qui entoure une station chinoise d'observation de satellites sur le territoire kiribatien contribue à sa destitution, de même que la location onéreuse d'un avion par son gouvernement. Il ne peut plus se représenter, conformément à la Constitution de 1979 qui interdit d'être élu plus de trois fois à présidence.
En octobre 2011, il fait son retour au Parlement en étant élu député à nouveau de la circonscription de Tarawa-Sud (la plus peuplée) avec 4 598 voix, dès le premier tour. Le 4 septembre 2017, il démissionne de sa fonction de député pour devenir représentant permanent (ambassadeur) de son pays auprès de l'Organisation des nations unies, à New York. Il succède à Makurita Baaro, première à avoir été nommée à ce poste, en 2013. En janvier 2018, il entre parallèlement en fonction comme ambassadeur des Kiribati auprès des États-Unis d'Amérique.
Il est nommé à titre exceptionnel commandeur de l'ordre de Tahiti Nui, par l'arrêté n° 694 PR du 25 septembre 1997.

## Décorations
- Commandeur de l'ordre de Tahiti Nui[5]